# 海爾德的雅萊德
海爾德的雅萊德（荷蘭語：Aleid van Gelre，約1182年—1218年），海爾德伯爵奧東一世的女兒，母親是維特爾斯巴赫的理察迪絲。

## 家庭
1197年，雅萊德與荷蘭伯爵威廉一世結婚，兩人共有2子1女：
1. 艾達（英语：Ada van Holland (died 1258)）（1208年—1258年）
2. 弗洛里斯（1210年—1234年）
3. 奧托（英语：Otto III van Holland）（？年—1249年）